# Jamie Gittens
Jamie Gittens (Londen, 8 augustus 2004) is een Engels voetballer die doorgaans als aanvaller speelt. Hij verruilde Borussia Dortmund in juli 2025 voor Chelsea.

## Clubcarrière
Op 16 april 2022 maakte Bynoe-Gittens zijn Bundesligadebuut tegen VfL Wolfsburg. Hij viel na 88 minuten in voor doelpuntenmaker Tom Rothe en had zo een bescheiden aandeel in de 6-1 thuisoverwinning die Borussia Dortmund die dag boekte.